# 一硝基甲苯
一硝基甲苯（英语：Mononitrotoluene， methylnitrobenzene 或 nitrotoluene (MNT 或 NT)）, 是三种化合物所形成的一类有机物，是一种甲苯的硝化物，或者可以说是硝基苯的甲基化物。它的化学式是 C6H4(CH3)(NO2).
甲基和硝基的相对位置可以不同，因此一硝基甲苯有三种同分异构体。
- 邻-一硝基甲苯 (ONT)，又称为o-硝基甲苯,或 2-硝基甲苯。是一种淡黄色液体，有苦杏仁气味，没有吸湿性和腐蚀性。

- 间-一硝基甲苯 (MNT)，又称为 m-硝基甲苯, 或 3-硝基甲苯。是一种黄绿色的液体，具有微弱的香味。

- 对-一硝基甲苯 (PNT)，又称为p-硝基甲苯, 或 4-硝基甲苯。是一种浅黄色物质，能形成菱形的晶体，并有几分令人愉快的，特有的苦杏仁气味。它几乎不溶于水。

一硝基甲苯是颜料，抗氧化剂，农业化学品，感光化学品生产的重要原料。
邻-一硝基甲苯和对-一硝基甲苯也能被用作爆炸品检测的示踪剂。